# 异丙基(1,5-二甲基己基)胺
异丙基(1,5-二甲基己基)胺（或Iproheptine）是一种有机化合物，分子式C11H25N，可用作鼻血管收缩药。